# 7464 Vipera
7464 Vipera là một tiểu hành tinh vành đai chính với chu kỳ quỹ đạo là 1500.7865998 ngày (4.11 năm).
Nó được phát hiện ngày 15 tháng 11 năm 1987.